# Vysoká (ort i Tjeckien, Vysočina, lat 49,56, long 15,62)
Vysoká är en ort i Tjeckien.   Den ligger i regionen Vysočina, i den centrala delen av landet, 100 km sydost om huvudstaden Prag. Vysoká ligger 514 meter över havet och antalet invånare är 107.
Terrängen runt Vysoká är platt, och sluttar norrut. Runt Vysoká är det ganska tätbefolkat, med 52 invånare per kvadratkilometer. Närmaste större samhälle är Jihlava, 18,6 km söder om Vysoká. Omgivningarna runt Vysoká är en mosaik av jordbruksmark och naturlig växtlighet.